# مولو
مولو یکی از روستاهای استان آذربایجان شرقی است که در دهستان هرزندات غربی بخش مرکزی شهرستان مرند واقع شده‌است.